# Черна любов (сериал, 2014)
„Черни пари и любов“ (на турски: Kara Para Aşk, известен още като „Мръсни пари и любов“) е турски сериал, чиято премиера е на 12 март 2014 г. В главните роли са Енгин Акюрек, Туба Бююкюстюн, Еркан Джан и Бурак Тамдоан. Продуцент е Керем Чатай, а режисьор Ахмет Катъксъз. Сценаристи са Ейлем Джанполат и Сема Ергенекон.

## Излъчване
| Сезон | Епизоди | Начало на сезона | Край на сезона | Всички епизоди | ТВ сезон    | ТВ канал |
| ----- | ------- | ---------------- | -------------- | -------------- | ----------- | -------- |
| 1     | 13      | 12 март 2014     | 18 юни 2014    | 1 – 13         | 2014        | ATV      |
| 2     | 41      | 3 септември 2014 | 15 юли 2015    | 14 – 54        | 2014 – 2015 | ATV      |

## Излъчване в България
| Сезон | Епизоди | Начало на сезона | Край на сезона      | Всички епизоди | ТВ сезон | ТВ канал |
| ----- | ------- | ---------------- | ------------------- | -------------- | -------- | -------- |
| 1     | 36      | 27 април 2020 г. | 15 юни 2020 г.      | 1 – 36         | 2020 г.  | TDC      |
| 2     | 128     | 16 юни 2020 г.   | 10 декември 2020 г. | 37 – 164       | 2020 г.  | TDC      |

## Актьорски състав
- Енгин Акюрек – Йомер Демир
- Туба Бююкюстюн – Елиф Денизер
- Небахат Чехре – Зерин Денизер
- Еркан Джан – Таяр Дюндар
- Хазал Тюресан – Аслъ Денизер
- Бурак Тандоан – Хюсеин Демир
- Тувана Тюркай – Бахар Чънар
- Сайгън Сойсал – Фатих Дюндар „Метин“
- Бестемсу Йоздемир – Нилюфер Денизер
- Ъшъл Юджесой – Недрет
- Емре Къзълърмак – Левент Инанч
- Серкан Куру – Танер
- Гюлер Йоктен – Елван Демир
- Йойкю Карайел – Ипек
- Бедиа Енер – Фатма Андач
- Илкин Тюфекчъ – Пелин Сертер
- Али Йоренч – Мерт Дюндар
- Айтач Арман – Ахмет Денизер
- Селин Ортачлъ – Сибел Андач
- Керимхан Думан – Джан
- Ахмет Тансу Ташанлар – Арда Чакър
- Елиф Инджи – Мелике Демир
- Дениз Барут – Пънар
- Дилек Сербест – Светлана „Севим“
- Алпер Тюреди – Али Амир
- Нихат Алтънкая – Серхат

## Награди и номинации
| Година | Категория                                         | Номиниран          | Резултат  |
| ------ | ------------------------------------------------- | ------------------ | --------- |
| 2014   | „Най-добър драматичен сериал“                     | Черни пари и любов | Печели    |
| 2014   | „Най-добър актьор“                                | Енгин Акюрек       | Печели    |
| 2014   | „Най-добра актриса“                               | Туба Бююкюстюн     | Печели    |
| 2014   | „Най-добра поддържаща актриса“                    | Илкин Тюфекчъ      | Печели    |
| 2014   | „Най-добра актуална драма“                        | Енгин Акюрек       | Печели    |
| 2014   | „Най-добра музика към сериал“                     | Черни пари и любов | Печели    |
| 2014   | „Най-добър сериал на годината“                    | Черни пари и любов | Печели    |
| 2014   | „Най-добра актриса на годината“                   | Туба Бююкюстюн     | Печели    |
| 2015   | „Първите 3 продукции от износа на турски сериали“ | Черни пари и любов | Печели    |
| 2015   | „Звезди от износа“                                | Туба Бююкюстюн     | Печели    |
| 2015   | „Звезди от износа“                                | Енгин Акюрек       | Печели    |
| 2015   | „Най-добра актриса на годината“                   | Туба Бююкюстюн     | Печели    |
| 2015   | „Най-добър актьор на годината“                    | Енгин Акюрек       | Печели    |
| 2015   | „Най-добър поддържащ актьор“                      | Еркан Джан         | Печели    |
| 2015   | „Най-добър актьор“                                | Енгин Акюрек       | Печели    |
| 2015   | „Най-добра актриса“                               | Туба Бююкюстюн     | Печели    |
| 2015   | „Най-добра поддържаща актриса“                    | Бестемсу Йоздемир  | Печели    |
| 2015   | „Най-добър поддържащ актьор“                      | Сайгън Сойсал      | Печели    |
| 2015   | „Награда за най-добър актьор“                     | Енгин Акюрек       | Печели    |
| 2015   | „Най-добро представление от актьор“               | Енгин Акюрек       | Номиниран |

## Международни излъчвания
| Държава                    | Канал           |
| -------------------------- | --------------- |
| Албания                    | TV Klan         |
| Алжир                      | Ennahar Laki    |
| Афганистан                 | Tolo TV         |
| Боливия                    | Red Uno         |
| България                   | TDC             |
| Грузия                     | Maestro TV      |
| Египет                     | CBC Egypt       |
| Етиопия                    | Kana TV         |
| Индонезия                  | ANTV            |
| Иран                       | GEM TV River    |
| Кувейт                     | Al Rai          |
| Ливан                      | MTV             |
| Обединени арабски емирства | MBC             |
| Пакистан                   | Urdu1           |
| САЩ                        | MundoMax        |
| Хърватия                   | Nova TV         |
| Сърбия                     | RTV Pink        |
| Чили                       | Mega TV Channel |

## В България
В България сериалът започва на 27 април 2020 г. по TDC и завършва на 10 декември. Дублажът е на студио Медиа Линк. Ролите се озвучават от артистите Таня Димитрова, Даниела Йорданова, Светломир Радев, Мартин Герасков и Станислав Димитров.

## Версии
- Империя от лъжи, мексиканска теленовела, продуцирана от Хисел Гонсалес за Телевиса през 2020 г., с участието на Анжелик Бойер и Андрес Паласиос.